# Viña Falernia
Viña Falernia es una productora chilena de vinos.  está localizada en el Valle de Elqui entre La Serena y Vicuña, a unos 470 km al norte de Santiago, y es hoy la bodega de vino más al norte de Chile. 
Viña Falernia cuenta con 320 hectáreas de viñedos, los que se encuentran a los 350 m s. n. m. (metros sobre el nivel del mar). Aunque en otro lugar llamado Huanta se encuentran hasta 1700 a 2000 m s. n. m., sobre el nivel del mar, estas características han mantenido a raya a la phylloxera, el pulgón de la vid, el cual devasto la mayoría de las viñas del mundo un siglo atrás.

## Historia
Fue fundada en 1998 después que Aldo Olivier Gramola descubrió el potencial para producir vinos de excelente calidad en el Valle de Elqui. El proyecto se gestó después que él, se reunió con su primo Giorgio Flessati, enólogo de la región de Trento, en el Norte de Italia.

## Premios y reconocimientos
- Nacionales:
  - Mejor tinto de Chile, en 2006, con Fundación Carmenère Syrah, cosecha de 2004, según la Asociación Vinos de Chile.[1]

- Internacionales:
  - Certificación de comercio justo Fair for Life, de Ecocert, vigente desde 2018.[2]